# Мірославкі
Мірославкі (пол. Mirosławki) — село в Польщі, у гміні Стеншев Познанського повіту Великопольського воєводства.
Населення — 122 особи (2011).
У 1975-1998 роках село належало до Познанського воєводства.

## Демографія
Демографічна структура станом на 31 березня 2011 року:
|          | Загалом | Допрацездатний вік | Працездатний вік | Постпрацездатний вік |
| -------- | ------- | ------------------ | ---------------- | -------------------- |
| Чоловіки | 66      | 15                 | 46               | 5                    |
| Жінки    | 56      | 9                  | 36               | 11                   |
| Разом    | 122     | 24                 | 82               | 16                   |